# 高雄國際機場
高雄國際機場是一座位於中華民國臺灣高雄市小港區的民用機場，亦被稱為小港國際機場、高雄小港機場、小港機場，緊鄰高雄市區，總面積264.5公頃（1.021平方英里），由交通部民用航空局高雄國際航空站管理，被定位為「南部地區區域性國際機場，服務大高雄地區之國內幹線機場」，為南臺灣的主要聯外國際機場，亦為臺灣首座設有機場聯絡軌道系統的民用機場。
高雄國際機場自2015年起超越臺北松山機場為全台旅客人數第二大機場，僅次於臺灣桃園國際機場，2019年達到史上最高在國際載客量，逾600萬人次，惟受嚴重特殊傳染性肺炎疫情影響，2020年起國際航班數與進出旅客數大幅下降，降為全國旅客人數第三大機場，2024年再次重返全台旅客數第二大機場，僅次於桃園國際機場。

## 歷史
高雄國際機場的前身是「小港飛行場」，興建於1942年，由當時的大日本帝國陸軍使用，有別於由日本海軍所使用的「高雄飛行場」（位於高雄市岡山區，現中華民國空軍軍官學校）。目前機場外飛機路上的神采時尚事業廠房係當年日軍軍營，廠邊二路則為當年小港飛行場的滑行道，廠邊二路、廠邊三路、明聖街上仍可見到當年的有蓋掩體。小港飛行場原本擁有東西向及西北東南向兩條跑道，第二次世界大戰結束中華民國政府接收後，停用西北東南向跑道，但此跑道遺跡現仍存於機場北側的「綠色隧道」賞機點。之後小港機場有一段時間曾作為中華民國空軍基地。由於臺灣南部在當時缺乏一個民用機場，小港機場於1965年時由交通部民用航空局接管，改為民用並且擴建成為「高雄航空站」，開辦國內的旅客與貨運運輸的業務。在1969年升格為「高雄國際航空站」，但是正式開辦國際旅客業務則是在1972年。在接下來40年中，高雄國際機場是南臺灣唯一的國際機場，直至2011年臺南機場也開放國際旅客業務。
高雄機場的旅客運量與飛機起降架次於1997年達到高峰，分別為1,215萬8,144人次及14萬2,619架次，其中約四分之三為國內線航班，但之後因網際網路泡沫破滅、九一一襲擊事件、SARS事件、台灣高鐵通車等重大事件影響則逐年下降，至2009年最低點時僅略多於最高峰四分之一的運量，為366萬1,023人。2007年連接臺灣西部城市的台灣高鐵通車，高鐵的便利性成功佔去來往西部城市之間的旅次，大幅減低國內線航空需求，最後的西部國內線航線─松山與高雄之間的航班─於2012年8月31日停航，最後的桃園與高雄之間國際線接駁機也在開航30多年後，於2017年7月1日停航。
目前，高雄機場擁有許多直飛東南亞和東北亞國家的直飛航班。長榮航空公司在1998年時曾開設高雄直飛美國洛杉磯的定期航班，但因載客率不佳停航。現時往北美洲、歐洲、印度、中東、澳紐的旅客，在桃園與高雄之間的國際接駁機停航後，則需搭乘台灣高鐵、國道客運、或租貸車至桃園國際機場搭乘班機，或搭乘短程班機至香港、東京、首爾、曼谷和新加坡等臺灣外鄰近機場轉機。
高雄機場亦是多數國際航班在桃園國際機場、以及台灣以外的香港國際機場、澳門國際機場於天氣不佳等情況關閉時的轉降機場。高雄機場亦是中華航空及長榮航空的次要基地。
隨著兩岸直航的開放和週末包機的使用，自2009年起高雄機場的旅客總數有復甦跡象。高雄機場自2008年12月起新增直飛杭州的航班，之後陸續新增飛往深圳、上海、福州、長沙、北京、昆明、鄭州、桂林、青島、成都等兩岸航線。另外多間低成本航空的開航也助於高雄機場旅客總數的復甦。

## 機場簡介
高雄國際機場擁有國內及國際客運航廈各一座。兩航廈間由一長343公尺的人行天橋連接。

### 國內線航廈
建於1965年，樓板面積17,500平方公尺，共3樓，於高雄國際機場改為民用時一起開放使用。它曾歷經數次小規模的擴建以及改建，但是從未增設空橋。在某些方面來說有無空橋並不重要，因為多數的國內班機皆由無法使用空橋的區域航線客機所飛行。目前的國內線候機室「金龍廳」於1992年10月完工啟用，屬國內航廈較大規模的擴建，在1997年新國際航廈開放前乃為國際航線旅客所使用。
因應國際線航班增加，交通部民航局於2017年底提出「高雄國際機場2035年整體規劃」，根據民航局的整建計畫，目前國內線航廈將改建為國際線與國內線併用的新航廈，年旅客服務容量國際線為400萬人次、國內線為100萬人次，若加上目前國際線航廈年旅客服務容量600萬人次，未來高雄國際機場每年可服務的國際線旅客容量提升到1,000萬人次。

### 國際線航廈
於1997年開放，樓板面積70,985平方公尺，共4樓，設有12個登機門，所有的登機門皆設有空橋，所有的國際班機都從此出發。與大多數同時期設計興建的航廈一樣，國際航廈擁有一個挑高的旅客大廳，它的外牆也使用了大量的玻璃帷幕。
由於機場近年來旅運量快速成長，於是利用國際航廈3樓出境大廳兩側原有的花台空地及原航空公司辦公室空間進行出境大廳擴建。工程於2015年底完工，報到櫃台由原有的80個增為88個，提升尖峰時刻的服務能量，有效增加旅客候機及服務空間約1,400平方公尺。

### 貨運站
面積16,813平方公尺，現委由華航子公司華儲公司經營。年處理能量10萬噸，總面積16,813m2，碼頭數共有12個，進口倉4個、出口倉7個、機放倉1個。

### 跑道
東西向（09─27）跑道一條，長3,150公尺，寬60公尺。

### 停機坪
面積414,835平方公尺，停機位48個，最大可停機型B747-8。

### 維修棚廠
二座，一座屬高雄機場，面積7,056平方公尺；另一座為立榮維修棚廠，面積2,372平方公尺。

### 救援與消防設備
依國際民航組織（ICAO）消防救援能量等級，列為最高等級第九級機場（CAT 9）。
| 救援裝備             | 3000加侖級別消防車*4 與其他設施配合滿足CAT 9等級 |
| 故障航空器之移離能量 | 裝備的最大可移除的飛機類型是B747。               |
| 跑道發泡設施         | 否                                               |

### 圖片集

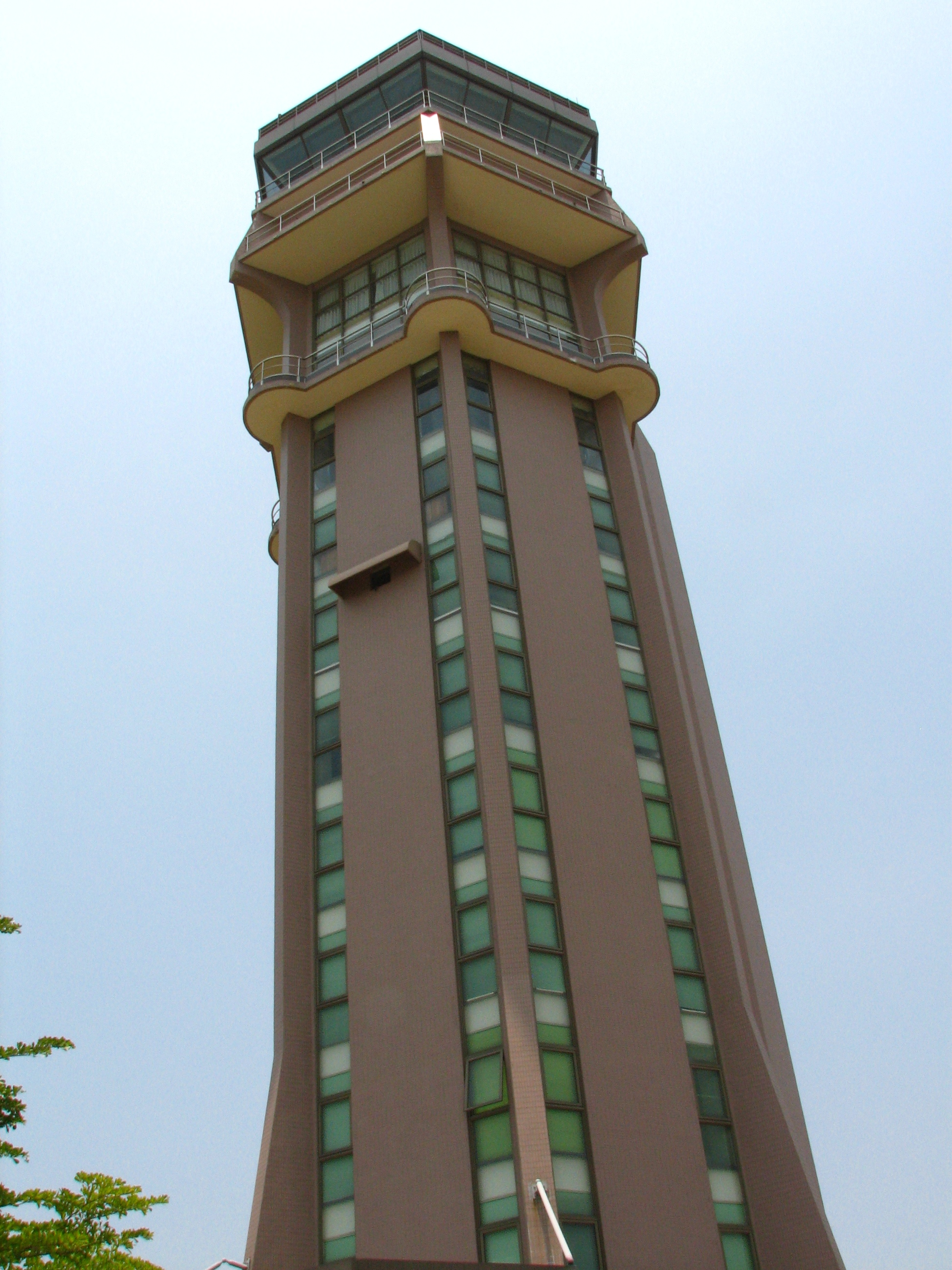
塔台
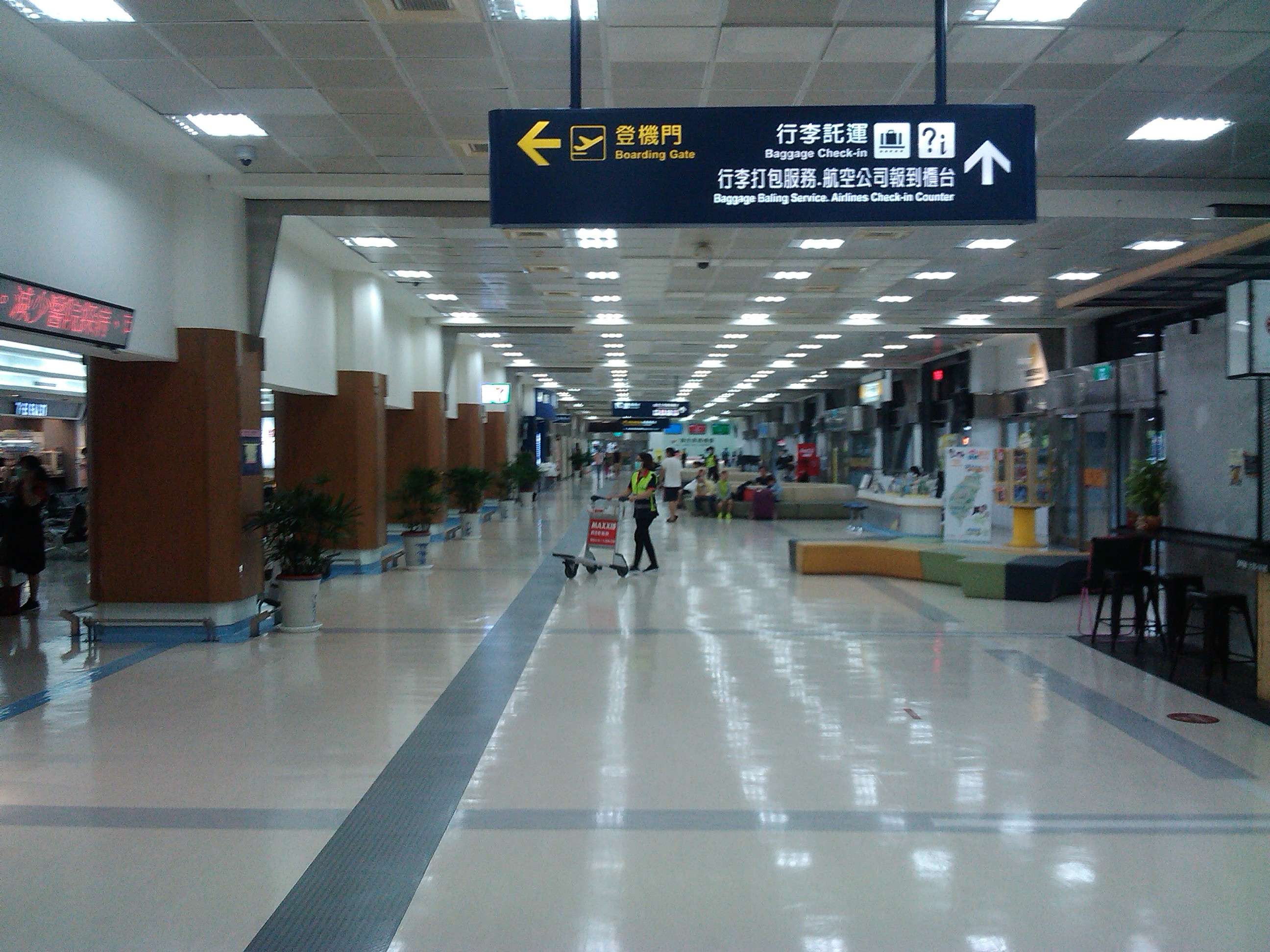
國內線航廈大廳
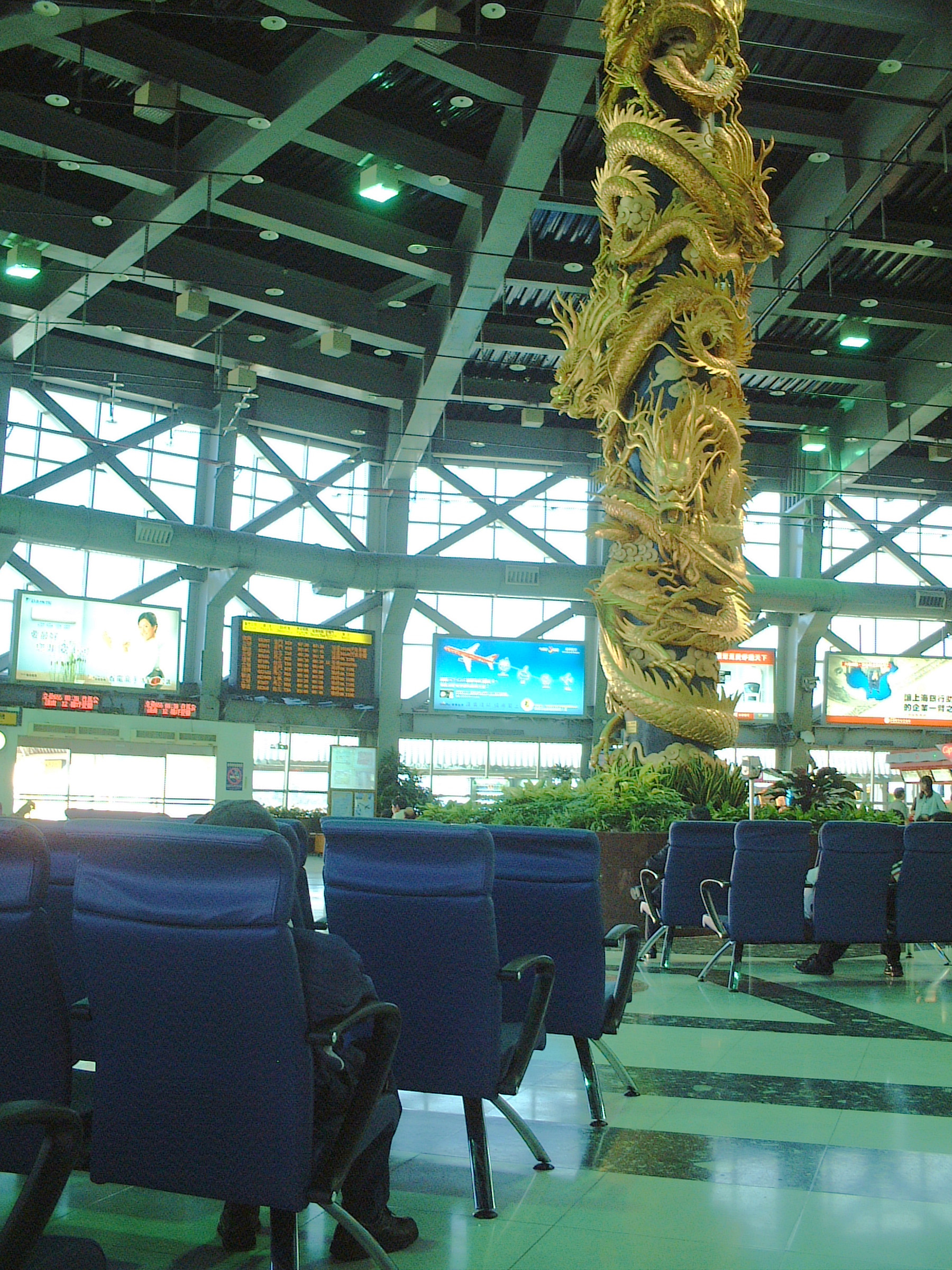
國內航廈候機大廳「金龍廳」
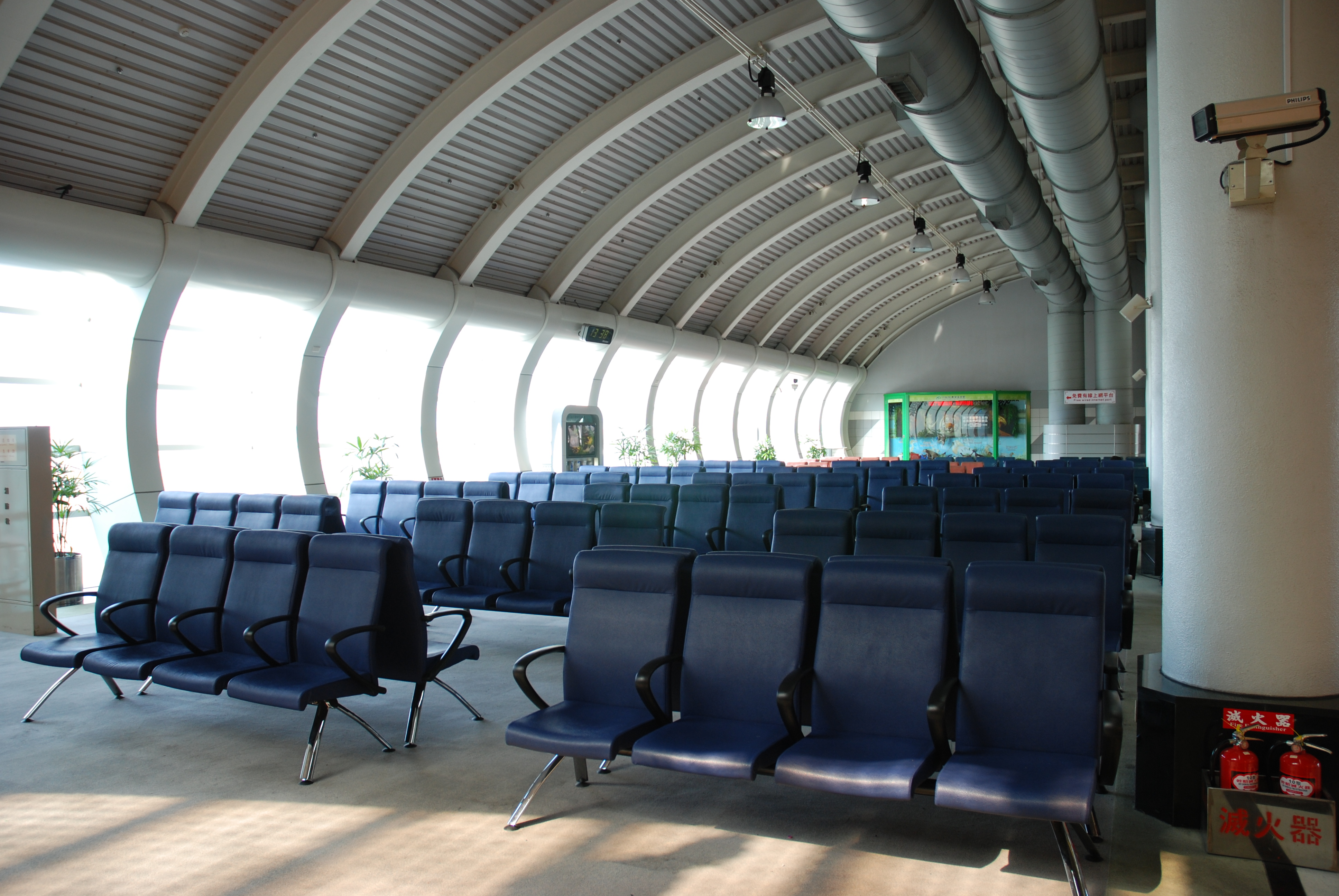
美化工程前的國際航廈候機室
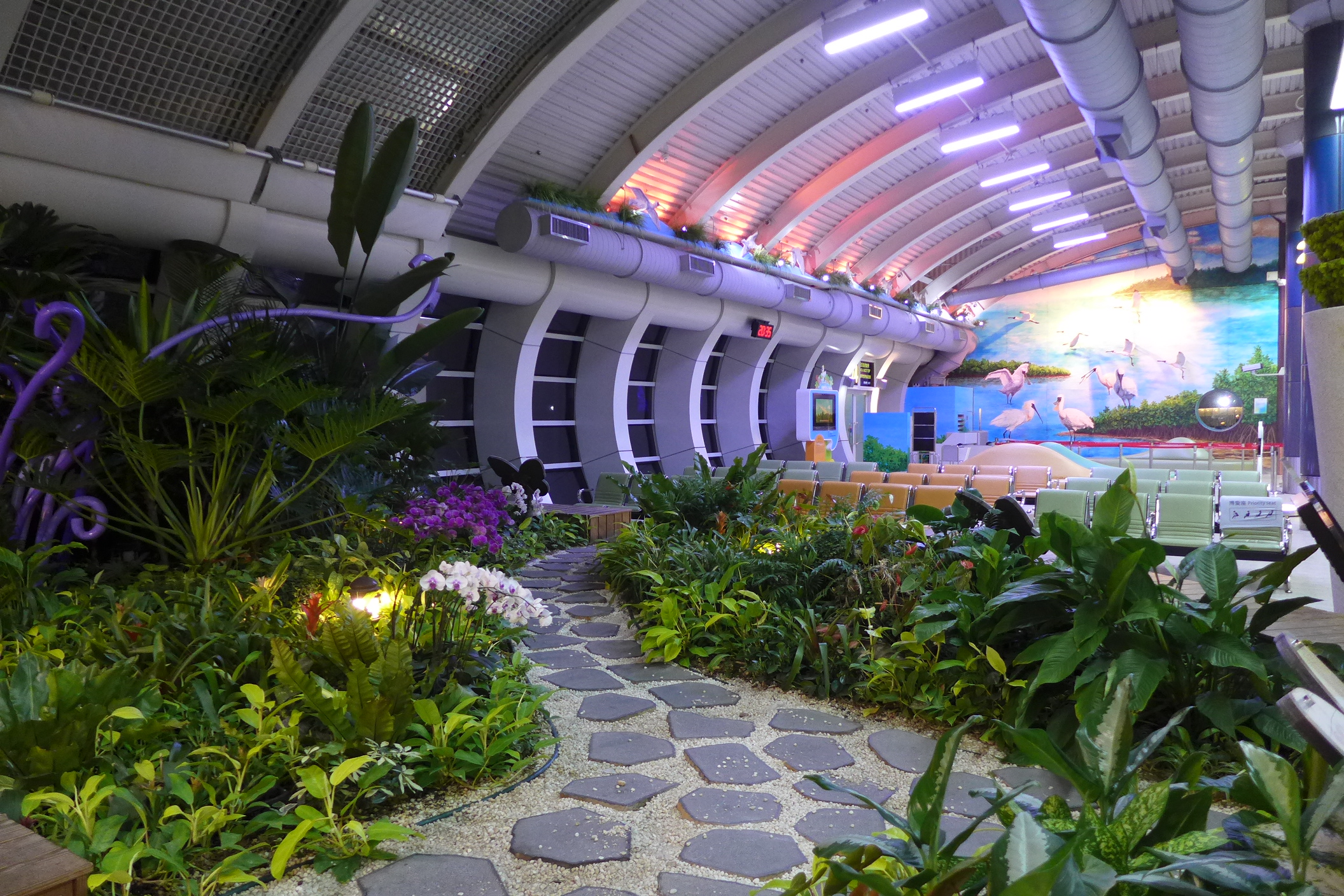
美化工程後的國際航廈候機室（2015年）
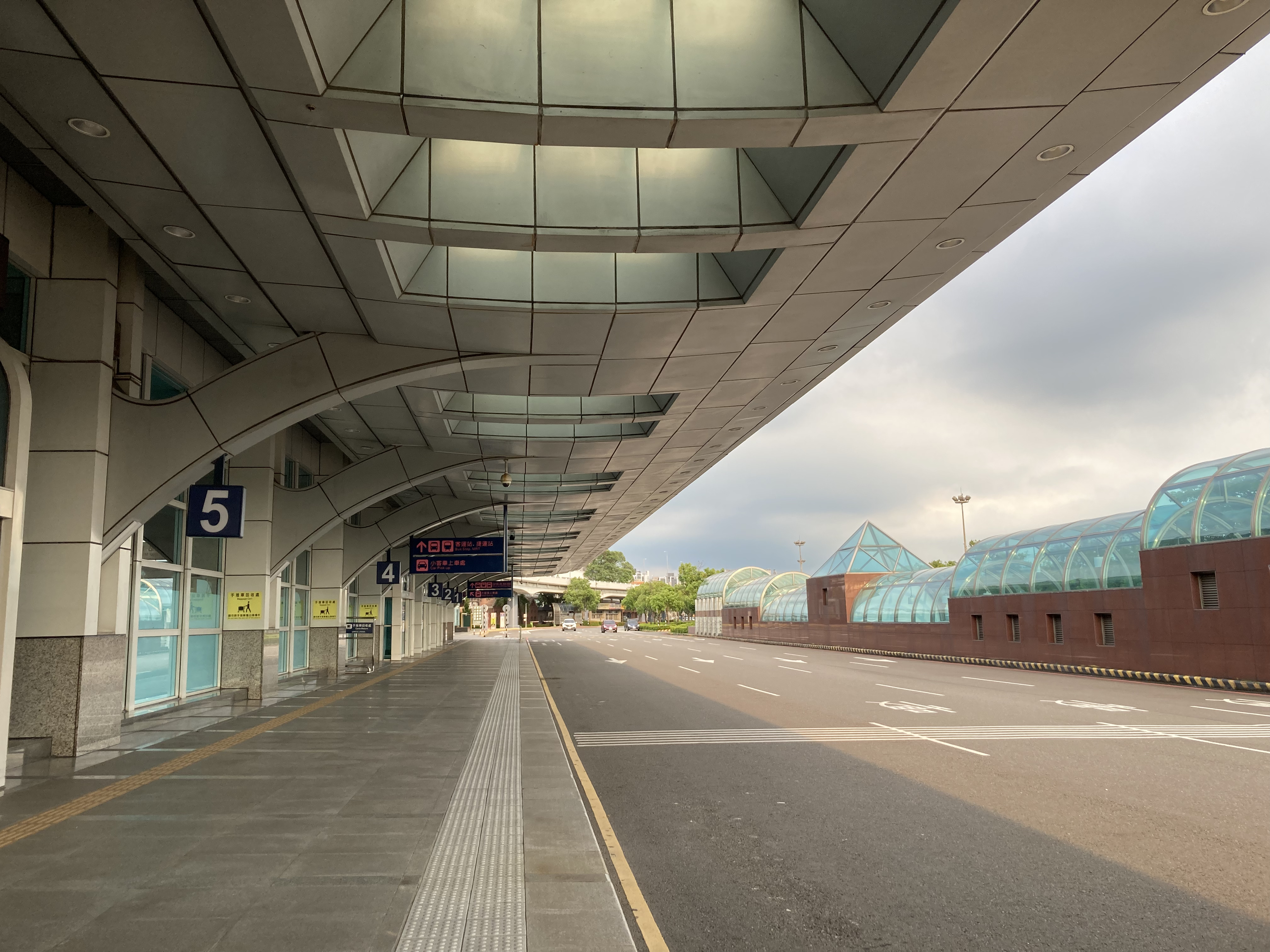
國際線航廈上落客區
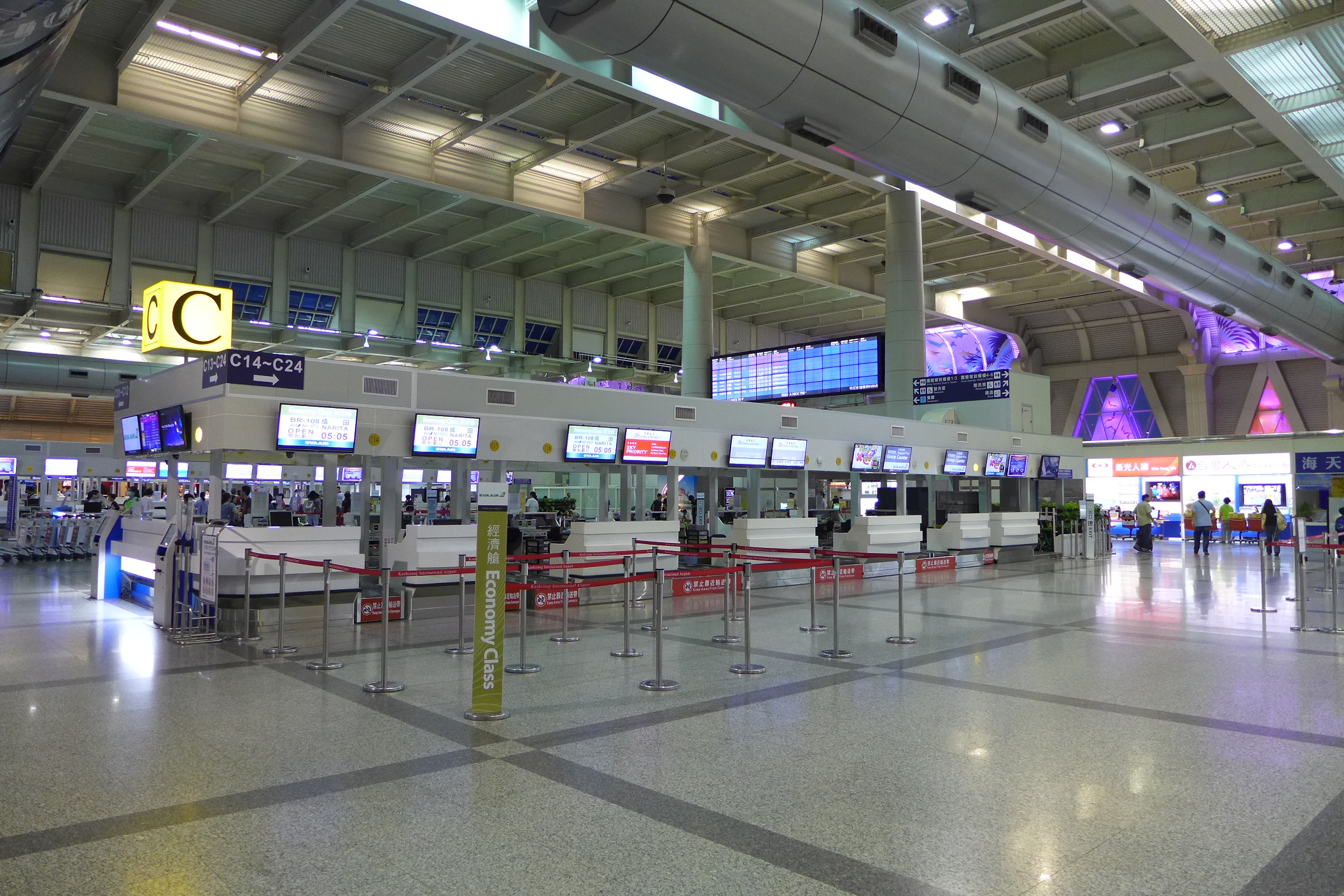
國際線航廈出境大堂
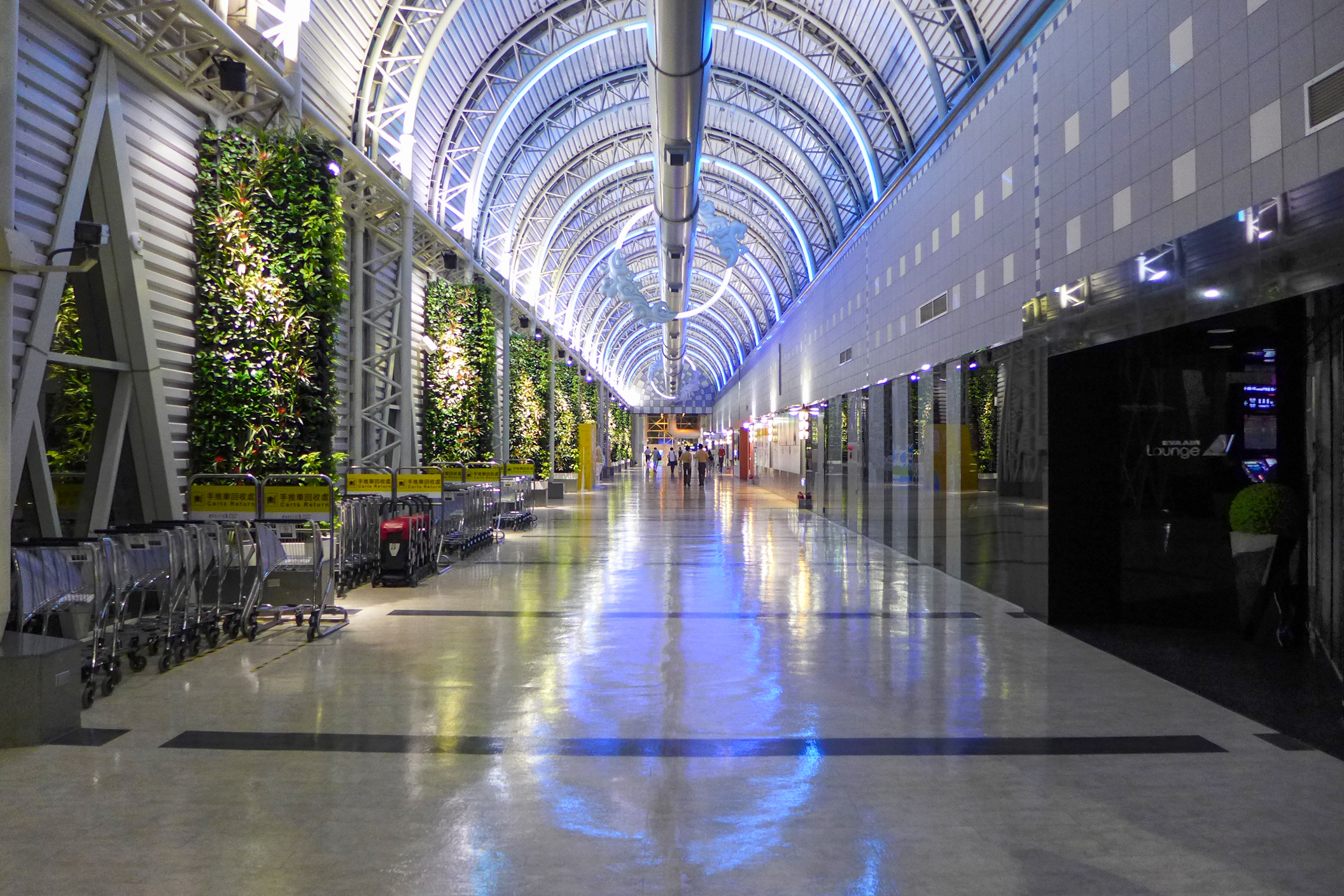
國際線航廈內的拱形廊道
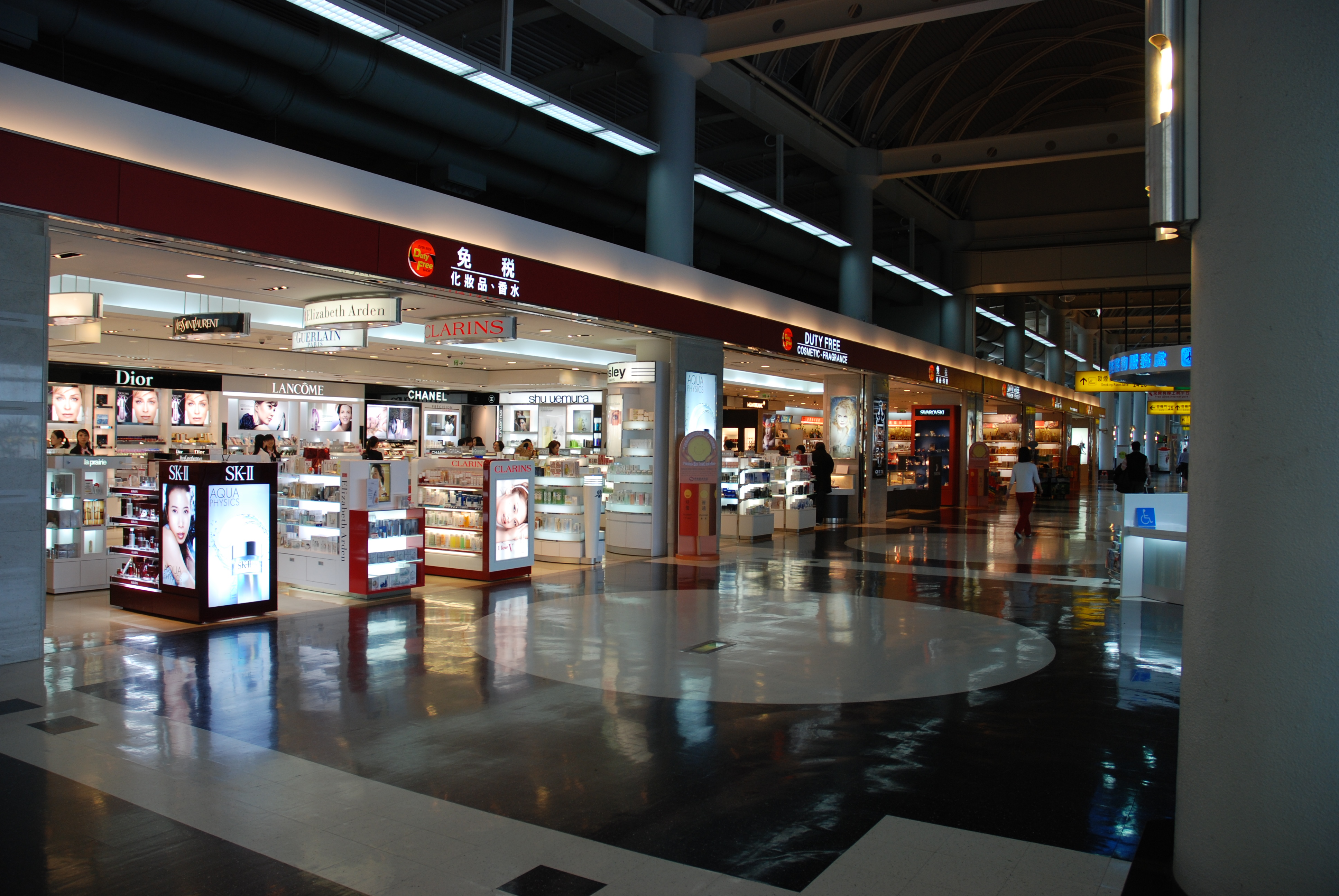
國際航廈免稅商店
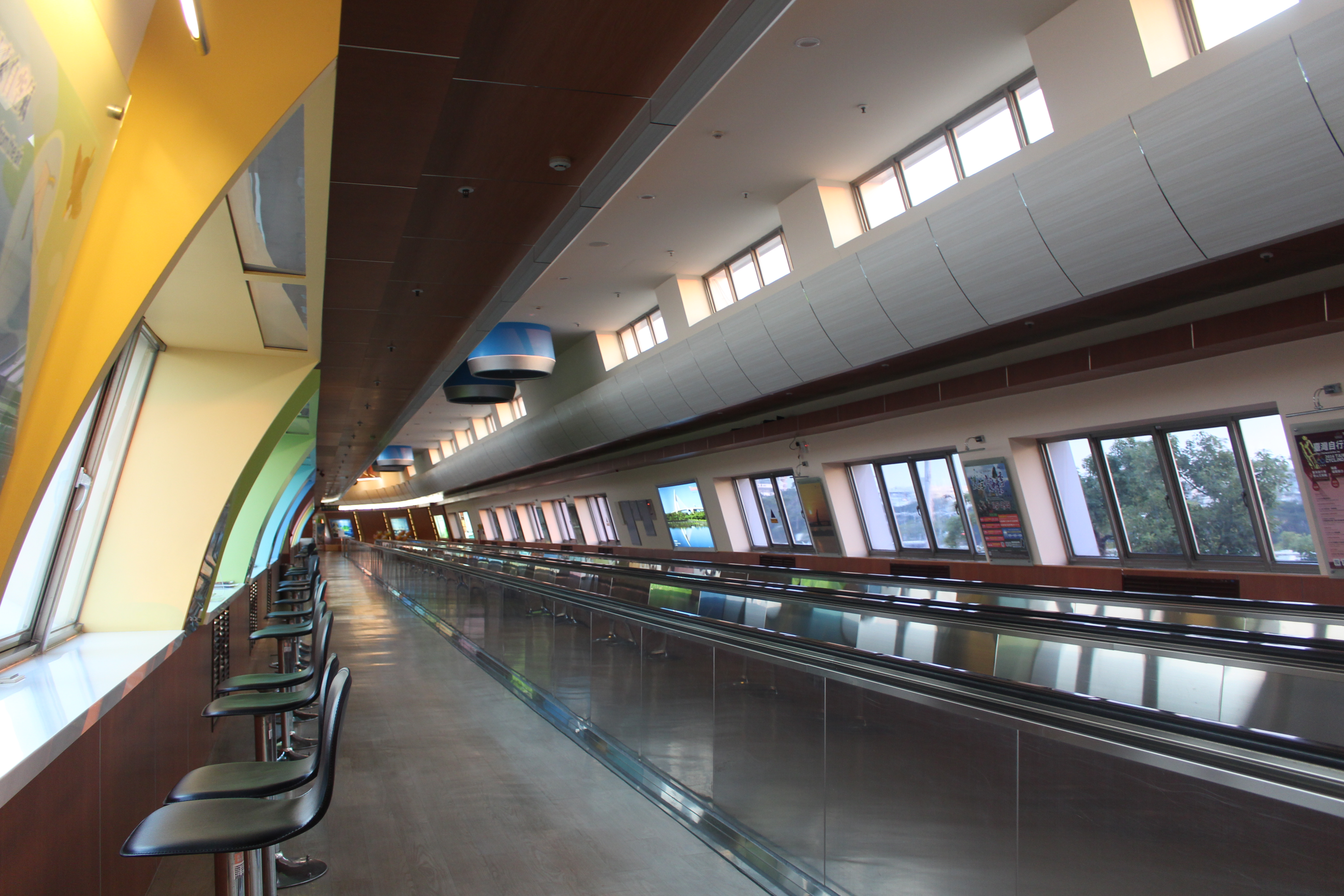
兩航廈間由一長343公尺的人行天橋連接

## 交通

### 軌道運輸
- 紅線：高雄國際機場站

國內與國際航廈一樓有通往高雄捷運高雄國際機場站的出入口，旅客可經由本站搭乘紅線前往高雄市區，轉乘橘線、高雄輕軌、台灣鐵路或台灣高鐵等。

### 主要聯外道路
- 中山四路
- 終點
- 鳳山交流道

### 公車資訊
- 9117、9117A、9117B（台灣好行墾丁機場快線）：高雄客運、屏東客運、國光客運聯營的高墾線，由高雄車站經小港機場往枋寮與墾丁。

- 大台南公車111路：由漢程客運經營，從小港機場到台南市區的路線。

### 公共自行車
- 高雄市公共自行車租賃系統：
  - 捷運高雄國際機場站（1號出口），於中山大業北路口東側
  - 高雄公園（中山四路)），於中山四路33號(旁高雄公園人行道)

### 租車
小馬小客車租賃、和運租車、朝陽小客車租賃、格上租車等在高雄國際機場提供租車服務。

### 計程車
高雄國際機場國際與國內航廈前均設有計程車排班處，旅客可由此搭乘計程車前往各地。

## 機場地理與管理資料
| 機場之參考點 位置            | 223437N 1202101E CENTER POINT of RWY 09/27 |
| 與城市之距離方向             | 4.86 NM (9KM) SOUTHEAST of KAOHSIUNG CITY  |
| 機場標高/參考溫度            | 32FT/32 °C                                 |
| 機場標高位置之大地基準面起伏 | 67FT                                       |
| 磁差/每年改變率              | 3.83°W(2018)/0.09°W                        |
| 許可飛航類別 (IFR/VFR)       | IFR / VFR                                  |
| 備註                         | NIL                                        |

## 鳥擊防制事件措施
高雄國際機場常見之野生鳥類有黃頭鷺、八哥、斑鳩、麻雀等。為避免鳥類飛行影響航機起降安全，機場每日固定進行8次以上的驅鳥巡場作業，巡視跑道、滑行道及環場道等區域，遇有鳥群則予以驅離機場外，每日驅鳥情況皆有定期紀錄，作為日後鳥擊防制參考。若不慎遇有鳥擊事件，則填寫鳥擊事件報告表，採集檢體回報民航局，以利統計及分析研判鳥種。近年來由於鳥類生態環境的改變，以及新型航機發動機噪音降低的影響，每年平均遭受鳥擊次數約十餘次，所幸皆無造成航機損傷，也無影響飛行。相較於美國及澳洲機場，高雄機場鳥擊次數雖略高於美國機場，但低於澳洲機場年平均鳥擊次數。但卻是台灣的民用機場中少數較易遭鳥擊的機場，包含屏東機場均是。
此外並根據「交通部民用航空局對航空站四周一定距離範圍禁止飼養飛鴿作業要點」，以跑道為基準，東西兩端向外延伸各五公里，南北向外各二點六公里範圍內，禁止飼養飛鴿。禁養範圍內養鴿戶須列管，機場管理單位每年定期前往複查，確定養鴿戶沒有放飛而有礙飛安。

## 未來發展構想
由於小港機場跑道長度僅3,150公尺，無法起降空中巴士A380型飛機，部分機型有MTOW問題，正東西向的跑道方位常受側風困擾，機場總面積僅有桃園國際機場的五分之一，加上緊臨高雄市區，雖然易達性高，但也帶來噪音管制、長年宵禁（每日0時至6時30分禁止飛機起降），機場無法24時全日營運，不利於未來發展。自1990年代中期起小港機場曾有如下的遷移、擴建提議，但至今尚無具體結論：

### 擴建
因2015年整年國際線旅運人數已達486萬人次，加上多間廉價航空開航新航線且平均載客率都有八成以上，2016年10月時民航局預估到了2035年，高雄機場國際旅客人數可成長至865萬人次，現有國際航廈空間將會不足，為了因應未來旅客成長情況，有必要提早規畫高雄機場擴建或改建方案。方案之一是擴建現有的國際航廈並增加機場內設施；另一方案將國內航廈改建為國內、國際共用，用管制廊道區隔。高雄機場規畫案於2016年底前確定。2018年6月行政院已正式核定擴建計畫，預計將現有的國內航廈改建為與國際兩用的航廈。有機師建議仿效美國洛杉磯國際機場，於晚上某一時間後，所有飛機都只允許從海上飛至機場降落並嚴格管制飛機升空時的噪音，規定機師當飛機高度達三千英尺以上才可加速，這樣就有機會減少宵禁時間。

### 遷移
遷至南星計畫用地
- 時任高雄市市長吳敦義於1996年曾提議將南星計畫填海造陸所形成的新生地開發做為新高雄機場，也有高雄捷運延伸線的芻議，但因腹地更為狹小，以及連外交通不便，後來並無下文。
- 2024年11月，高雄市長陳其邁爭取南部24小時國際機場。高雄市議員陳美雅在議會質詢時陳其邁回應初步討論南星計畫區是較好選擇[13]，立委邱議瑩也表態主張南星計畫區是最適合的新南部國際機場地點[14]。

七股國際機場
- 時任臺南縣縣長蘇煥智於2003年曾提議於台南縣七股鄉（今臺南市七股區）曾文溪出海口附近興建可起降空中巴士A380型飛機的大型國際機場，以取代現有老舊狹小的台南機場與小港機場，並可加速將南部科學工業園區、台南科技工業區所生產商品外銷。消息一出，引發高雄官民強烈反彈，加上中央政府也未支持、環保人士質疑其對於黑面琵鷺棲息地的破壞，全案無疾而終。

小港機場跑道延伸
- 2003年至2004年間，當時高雄市政府在前述兩案可行性均不高的情況下，為了解決小港機場跑道長度不足的問題，曾提議將機場左側的中山四路（台17線）地下化，再加上中山四路左側貨櫃場用地後，足供小港機場跑道延長之用（機場右側因係鳳山丘陵，無法擴建）。後交通部運輸研究所當時評估認為小港機場在高速鐵路通車後，客運量勢必下滑，而南部科學工業園區當時每天的貨運量也不足一架波音747-F全貨機滿載的量，評估此舉之成本高於效益，全案評估未過關。

南部國際機場（彌陀）
- 時任高雄縣縣長楊秋興有鑒於小港機場發展受限，為了使南台灣有一處完善的空運樞紐，於2006年提議另建新國際機場以取代小港機場，並邀請專家學者評估適宜場址，日後評估以縣內彌陀鄉（今彌陀區）海岸最為適宜[15][16]。雖然可行性高，且有位於臺南與高雄兩市市中心中央點的優越地位，但鄰近岡山境內已有中華民國空軍基地（即空軍官校），又可能與臺灣南部其他空軍基地的空域衝突，且彌陀當地居民對於機場建設的反應並不熱烈。

擴建屏東機場北機場（高屏國際機場方案）
- 優點：機場東側腹地尚足以擴建機場跑道、機場腹地廣大，可比擬桃園機場[17][18][19]、鄰近高屏第二東西向快速公路、農業部農業科技園區管理中心、國道三號、里港砂石車專用道與高雄捷運橘線。
- 缺點：位於高屏溪流域兩側的東側，跑道向西邊擴建的空間有限、屏北機場本身為反潛機軍事重地、一樣遭遇宵禁與噪音問題、屏東市原已解除限高而必須恢復限高、小港機場已有擴建計畫、地理位置較偏遠且遠離高鐵預定地台鐵六塊厝車站、台灣整體運量是否需要第二座大型樞紐國際機場仍有疑問[12]。

擴建台南機場
- 優點：有兩條足夠長度及寬度跑道。
- 缺點：與空軍官校的空域重疊且可能干擾小港機場的飛機起降、台南機場有軍事基地影響未來民航發展、有噪音與宵禁問題、台南市區須限高。[12]

## 工程現況

### 施工作業
- 進度更新至2025年6月底。

| 計畫             | 工程名稱                   | 預計完工 日期 | 實際進度 （％） | 備註 |
| ---------------- | -------------------------- | ------------- | --------------- | ---- |
| 交通部民用航空局 | 東側立體停車場新建統包工程 | 2026/07/06    | 12.501%         |      |
| 交通部民用航空局 | A滑行道北移統包工程        | 2027/07/30    | 4.668%          |      |

## 外部連結
- 高雄國際航空站 （页面存档备份，存于）（繁體中文）（英文）（日語）
- 高雄國際機場的Facebook專頁